# Begonia bonus-henricus
Begonia bonus-henricus là một loài thực vật thuộc họ Begoniaceae. Đây là loài đặc hữu của Cameroon. Môi trường sống tự nhiên của chúng là rừng ẩm vùng đất thấp nhiệt đới hoặc cận nhiệt đới. Chúng hiện đang bị đe dọa vì mất môi trường sống. Nó được đặt tên theo Hendrik de Wit.